# Marion Bischoff

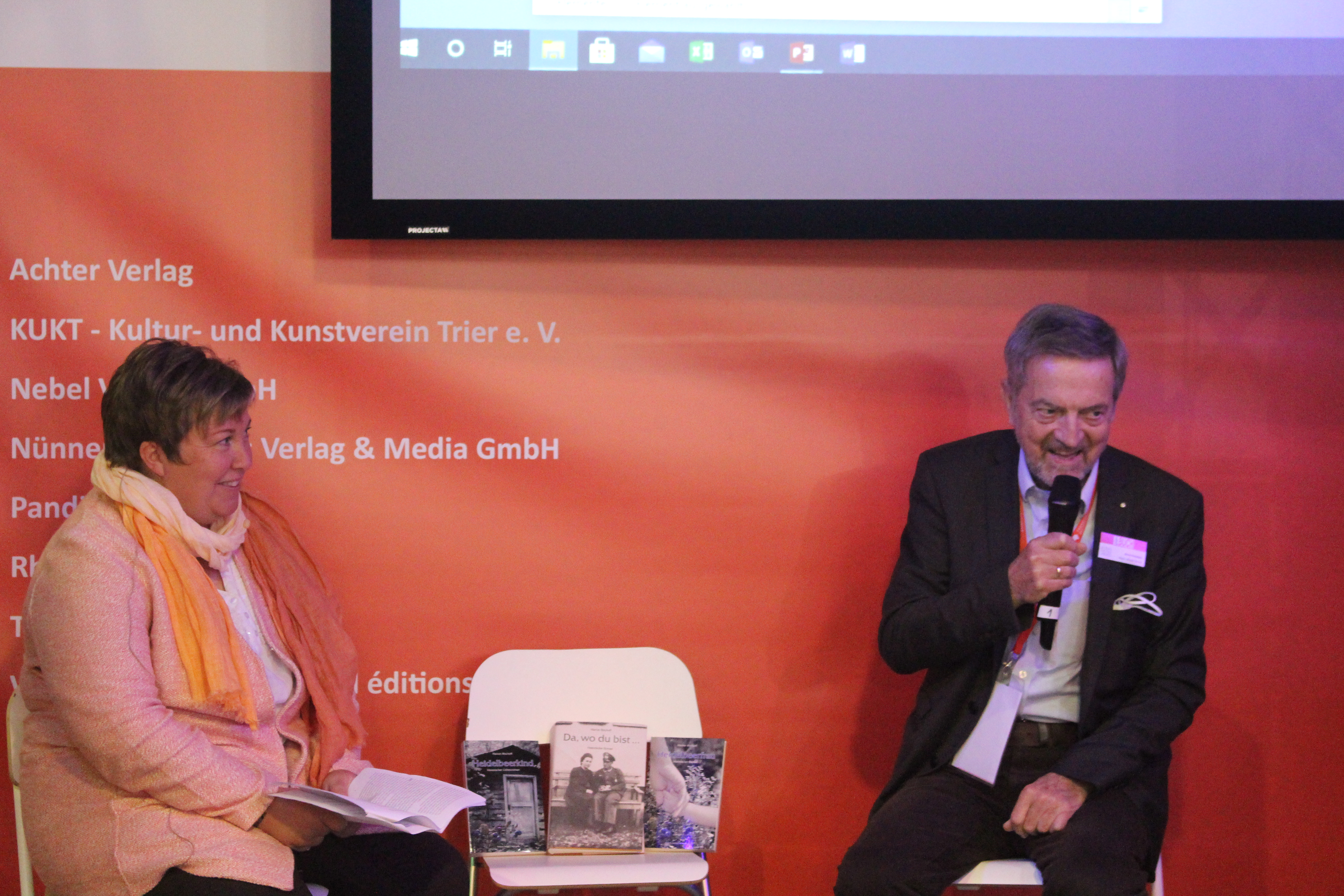
Marion Bischoff und der Verleger Arne Houben auf der Frankfurter Buchmesse 2021

Marion Bischoff (* 15. Dezember 1977 in Pirmasens) ist eine deutsche Pädagogin und Autorin.

## Leben
Marion Bischoff übte mehr als 20 Jahre lang den Beruf als Erzieherin sowie in der Kitaleitung aus. Sie ist Chefredakteurin für das Fachmagazin „Pädagogik für Dich“ und involviert bei der Online-Seite „Wir bauen Brücken“, welche u. a. Literatur, Pädagogik, Metaphysik und spirituelle Themen anbietet.
Als Kommunikationscoach arbeitet sie mit Teams und Kitaleitungen zusammen und unterstützt diese bei der Teamentwicklung, Konzeptionsarbeit und im Krisenmanagement. Auch Elternarbeit und andere pädagogische Fachthemen sind Teil der Arbeit von Marion Bischoff. Als freiberufliche Autorin schreibt sie für unterschiedliche pädagogische Fachverlage.
Bischoff schreibt Kinder- und Jugendbücher und historische Romane, die thematisch vor allem in ihrer Heimat im Pfälzerwald spielen. Aufgrund ihrer intensiven Recherchearbeit für ihre historischen Romane hat sie gemeinsam mit Sandra Jungen das Projekt „Workshop Geschichte“ entwickelt, in dem sie Jugendlichen und Erwachsenen die Geschehnisse des Zweiten Weltkrieges anhand von Zeitzeugenschilderungen verdeutlicht und dabei den Bogen spannt in die heutige Zeit.
Regelmäßig organisiert Bischoff die Aschauer Autorenwoche und die pädagogischen Fachtage in Aschau im Chiemgau, der zweiten Heimat der Autorin.
Marion Bischoff wohnt in Clausen.

## Werke (Auswahl)
- Da, wo du bist ..., Historischer Roman, Rhein-Mosel-Verlag 2021.
- Zwischen den Zeilen, Metaphysik trifft Literatur. Marion Bischoff und Petra Knickenberg. Edition Brücken Bauen, Rhein Mosel Verlag 2021.
- Heidelbeerkind, Historischer Liebesroman. Rhein-Mosel-Verlag 2019.
- Bier mit Dir, Ein frisch gezapfter Liebesroman. Marion Bischoff und Tina Grasshoff. Rhein-Mosel-Verlag 2019.
- Heidelbeerfrau, Historischer Roman. Rhein-Mosel-Verlag 2018.
- Danke, kleines Herz, Bilderbuch. tredition 2015.